# Vinblastina
La vinblastina es una droga antimitótica usada para tratar ciertas clases de cáncer, incluyendo linfoma de Hodgkin, cáncer de pulmón de células no pequeñas, cáncer de mama, cáncer de cabeza y cuello y cáncer testicular.

## Historia
Robert Noble y Charles Thomas Beer aislaron la vinblastina de la planta de Catharanthus roseus de Madagascar. Se descubrió la utilidad de la vinblastina como agente quimioterapéutico cuando se inyectó un extracto de la planta a ratones para estudiar su efecto (el té de la planta era un remedio popular para tratar la diabetes). El extracto provocó un decremento en el número células blancas de la sangre; por lo tanto, se conjeturó que la vinblastina podría ser efectiva contra cánceres de las células blancas de la sangre tales como el linfoma.

## Farmacología

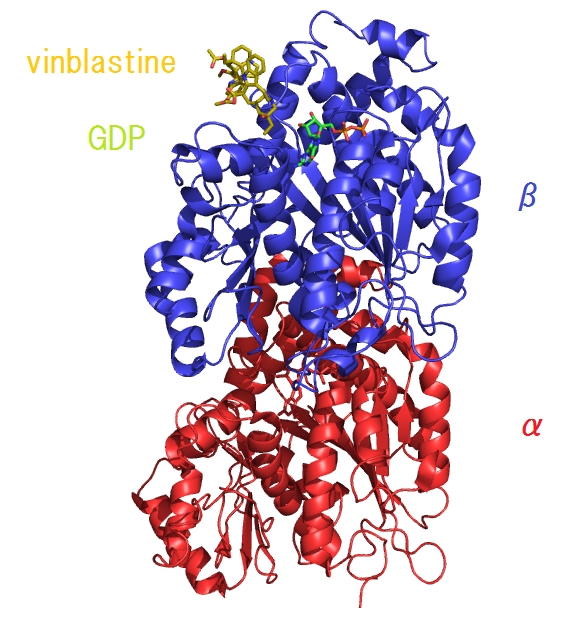
Complejo de subunidad de α-tubulina (rojo), subunidad de β-tubulina (azul) y vinblastina (amarillo). Este archivo se ha creado a partir del archivo PDB id= 1Z2B.

La vinblastina es un alcaloide de la vinca y un análogo químico de la vincristina. Se une a la tubulina inhibiendo de tal modo el ensamblamiento de los microtúbulos .Es específica del estadio de metafase del ciclo celular dado que los microtúbulos son componentes del huso mitótico y el cinetocoro los que son necesarios para la separación de los cromosomas durante la anafase de la mitosis.  
Las toxicidades incluyen supresión de médula ósea (la cual es dosis limitante), toxicidad gastrointestinal, potente toxicidad por actividad vesicante (formación de ampollas), y heridas por extravasación (forma úlceras profundas).  
Los paracristales de vinblastina pueden estar compuestos de tubulina o microtúbulos no polimerizados firmemente embalados.

## Indicaciones
La vinblastina es un componente de varios regímenes quimioterapéuticos que incluyen ABVD para el linfoma de Hodgkin. Además se usa para tratar la histiocitosis según los protocolos que ha establecido la Histiocytosis Association of America.

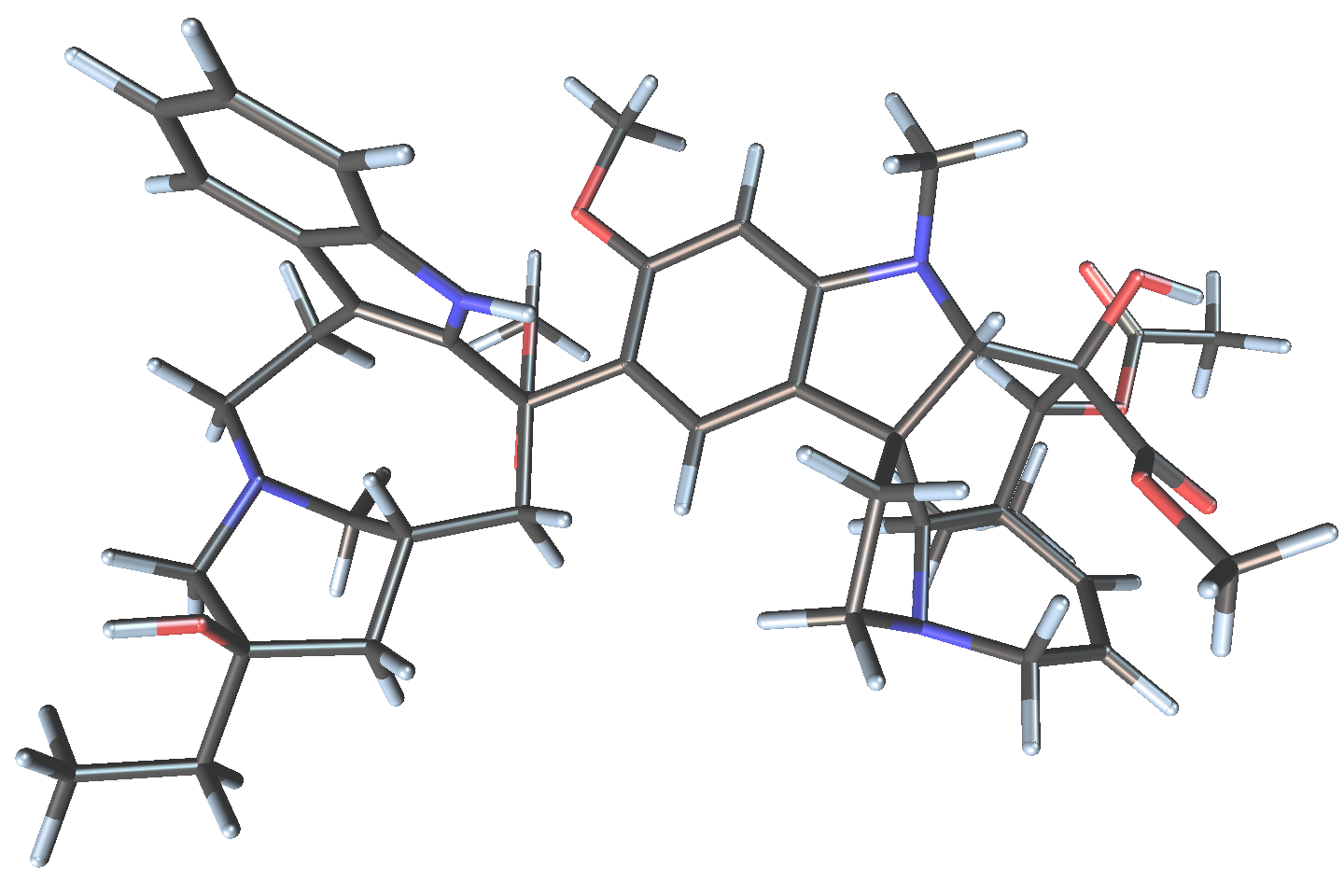
Modelo molecular stick de la vinblastina.